# Alobatterio
Gli alobatteri (dal greco batteri del sale) sono un genere di archeobatteri della classe Halobacteria e si caratterizzano per la capacità di vivere in ambienti ricchi di cloruro di sodio come il Mar Morto, il Grande Lago Salato e le saline.
Questa primordiale forma di vita è in grado di ricavare energia dalla luce solare attraverso un processo di fotofosforilazione non clorofilliana resa possibile dalla batteriorodopsina, una proteina simile alla rodopsina dei fotorecettori retinici umani, abbondante nella membrana citoplasmatica dove svolge una funzione di pompa protonica.